# 安井美沙子 (女優)
安井 美沙子（やすい みさこ、1985年8月11日 - ）は、日本の女優。

## 来歴・人物
1986年に創業した舞夢プロに所属し、2007年に「WAYAYAあはっ!」でレギュラー出演でデビュー。土曜ドラマやドラマ30に主に出演する。

## テレビ番組

### テレビドラマ
- ドラマ30「みこん六姉妹2」（2008年、CBC・TBS）
- ドラマ30「ママの神様」（2008年、CBC・TBS）
- 土曜ドラマ「監査法人」（2008年、NHK総合テレビ）
- ドラマ30「キッパリ!!」（2008年、CBC・TBS）
- OLにっぽん（2008年、日本テレビ）
- ドラマ30「オーバー30」（2009年、CBC・TBS）
- 土曜ドラマ「リミット -刑事の現場2-（2009年、NHK総合テレビ）

### バラエティ
- WAYAYAあはっ!（2007年 - 2009年、NBN）
- 旅時間（NBN）
- ぴーかんテレビ（THK）

### CM
- トヨタ自動車
- アイシン精機
- スギ薬局